# Beruf Neonazi
Beruf Neonazi ist ein deutscher Dokumentarfilm aus dem Jahr 1993.

## Handlung
Im Film wird der junge Neonazi Ewald Althans durch seinen „Arbeitsalltag“ begleitet. Der Film verzichtet auf Kommentar aus dem Off und lässt die Äußerungen von Althans unkommentiert. Durch die Art und Weise der Aneinanderreihung von Selbstinszenierung und Monolog Althans wird aber dessen politische Position klar.
Der Film beginnt in Kanada bei Ernst Zündel, für den Althans als „Kontaktmann“ tätig ist. Zündel führt das Kamerateam durch sein Büro und führt anhand diverser Utensilien, wie eine nachgeahmte KZ-Häftlingskleidung, die er bei einem Haftantritt trug, Demoschilder und Ton- und Bildmaterial seine Ideologie vor. Die nächste Szene zeigt Althans vor einem Gerichtsgebäude, wo gerade ein Prozess gegen den Geschichtsrevisionisten David Irving stattfindet. Eine Demonstration gegen Irving ist ebenfalls vor Ort. Althans sagt, er halte sich aus kanadischer Politik heraus. Im Büro von Zündel bezeichnet dieser ihn als seinen Vertrauten, seine Stimme in Deutschland, wo er selbst Einreiseverbot habe.
In München führt Althans durch die Büroräume seiner AVO (Althans Vertriebswege und Öffentlichkeitsarbeit), einer Versandstelle von Propagandamaterial und stellt seine Mitarbeiter vor. Ein Besuch bei Althans’ Eltern sorgt für rege Diskussionen, da seine Eltern seine politischen Überzeugungen ablehnen.
Danach fährt er zu einem Neonazi-Treffen nach Polen. Eine Szene zeigt Althans auf dem Gelände der Gedenkstätte Auschwitz, wo er den Massenmord an den europäischen Juden leugnet. Unter anderem stört er eine Führung und diskutiert mit einem Jugendlichen über die „Holocaust-Lüge“. Die Leugnung wiederholt er auf einem Dia-Vortrag vor „Kameraden“, unter anderem, da er ein Schwimmbad, angeblich für KZ-Häftlinge, abseits der „offiziellen Tour“ entdeckt haben will. Einige Dias zeigen Althans und Vertraute beim Hitlergruß. Eine hochbetagte Mitarbeiterin von Althans wird interviewt, die eine flammende Rede über Adolf Hitler und Rudolf Heß hält und Zündel als deren legitimer Nachfolger bezeichnet.
Die nächsten Szenen zeigen Freiwillige des Kroatienkriegs, die von ihren Erfahrungen berichten, und eine deutsche Veranstaltung, bei der Althans um Spenden für den kroatischen Kampf bittet. Der Film endet mit einer Rede von Althans vor Neonazis und Skinheads in Cottbus.

## Verbot
Der Film wurde in einigen Städten mit einem Aufführungsverbot belegt und sorgte für großes mediales Aufsehen. Später wurde er in 26 Städten Personen über 18 Jahren gezeigt, die Aufführungen wurden vom Verleih Unidoc organisiert, wobei vor dem Film klärende Worte vom Veranstalter/Kinobetreiber verlesen werden mussten. Die Vorführungen wurden begleitet von dem jüdischen Historiker Raymond Wolff.

## Nachwirkung
Althans wurde 1996 zu einer Gesamtfreiheitsstrafe von drei Jahren und sechs Monaten verurteilt, wegen Verunglimpfung des Staates und Volksverhetzung in Tateinheit mit Verunglimpfung des Andenkens Verstorbener und Beleidigung. Als Beweis galten die im Film dokumentierten Aussagen.
Der Soziologe und Sozialpsychologe Hans-Dieter König untersuchte Beruf Neonazi eingehend mit Methoden der Tiefenhermeneutik. Dabei stellte er fest, dass Althans nicht nur als „bösartiger und zynischer Antisemit“, sondern auch als „smarter und gutaussehender junger Mann“ wahrgenommen werden könne, als „Yuppie-Nazi“, der zugleich „autoritäre, konsumistische und mediale Modi sozialer Anpassung“ repräsentiere. Diese Widersprüchlichkeit erklärte König einerseits durch den „postmodernen Zeitgeist“, in dem der Film entstanden sei, andererseits durch das politische Klima, in dem Helmut Kohl während seiner Kanzlerschaft den Holocaust als historische Erfahrung „archivieren“ und Scham- und Schuldgefühle einfrieren wollte. Dadurch, so König, sei es Neonazis wie Althans möglich geworden, „das ehemalige Vernichtungslager [Auschwitz] in einen amüsanten Ausflugsort“ umzudeuten.